# 古尔特
古尔特（法語：Goult，法語發音：[ɡult]）是法国普罗旺斯-阿尔卑斯-蔚蓝海岸大区沃克吕兹省的一个市镇，属于阿普特区。

## 地理
古尔特（43°51'48"N, 5°14'37"E）面积23.77 平方千米，位于法国普罗旺斯-阿尔卑斯-蔚蓝海岸大区沃克吕兹省，该省份为法国东南部内陆省份，北起德龙省，西北接阿尔代什省，西接加尔省，南至罗讷河口省，东南角与瓦尔省接壤，东临上普罗旺斯阿尔卑斯省。
与古尔特接壤的市镇（或旧市镇、城区）包括：博梅特、博尼约、戈尔德、拉科斯特、梅内尔布、鲁西永、圣庞塔莱翁。
古尔特的时区为UTC+01:00、UTC+02:00（夏令时）。

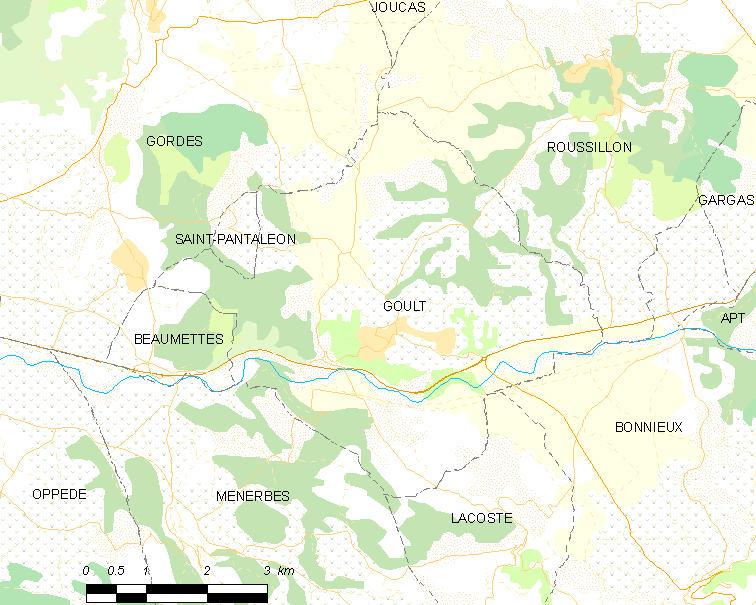
古尔特的OSM定位图

## 行政
古尔特的邮政编码为84220，INSEE市镇编码为84051。

## 政治
古尔特所属的省级选区为阿普特县。

## 人口

1962-2008年间古尔特人口变化图示

古尔特于2022年1月1日时的人口数量为1067人。